# Keiner von beiden
Keiner von beiden ist eine kurze, deutsche Stummfilmkomödie von und mit Ernst Lubitsch aus dem Jahr 1916.

## Handlung
Albert und Ernst sind beide an ein und derselben Dame interessiert. Deshalb umwerben sie diese junge Frau, machen ihr in ihrer Wohnung die Aufwartung und geraten sich dort recht schnell in die Haare. Die so heftig Umworbene verspricht, mit demjenigen auszugehen, der ihren vermissten Hund aufspürt. Voller Elan suchen nun Ernst wie Paul das ausgebüxte Tier, kontrollieren jeden Vierbeiner auf der Straße, können aber den richtigen Hund nicht finden. Und so bekommt jeder von der Angebeteten eine Abfuhr.

## Produktionsnotizen
Keiner von beiden gehört zu den unbekanntesten Filmen, die Lubitsch angefertigt hat. Der Einakter mit einer Länge von etwa 320 Metern wurde im Herbst 1916 gedreht, passierte im November desselben Jahres die Zensur und erhielt Jugendverbot. Vermutlich wurde der gut 15-minütige Streifen gegen Ende des Jahres uraufgeführt. In Wien lief der Kurzfilm am 16. März 1917 an.

## Kritiken
In Paimann’s Filmlisten ist zu lesen: „Stoff und Humoristik recht gut.“